# Jussi/Beste Regie
Jussi: Beste Regie

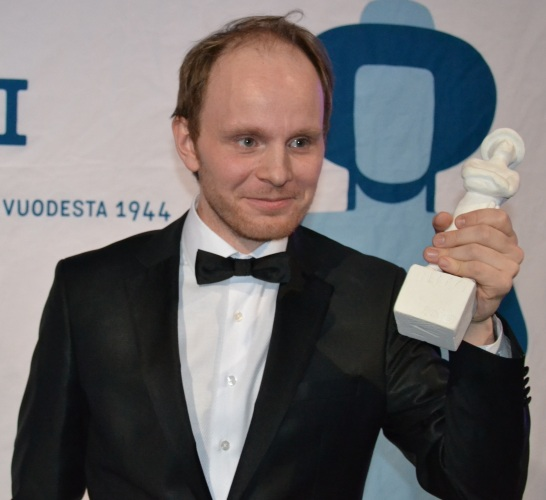
2011 erfolgreich: Dome Karukosi (Helden des Polarkreises)

Gewinner des finnischen Filmpreises Jussi in der Kategorie Beste Regie (Paras ohjaus), seit der ersten Verleihung im Jahr 1944. Die finnische Filmakademie Filmiaura vergibt seither alljährlich ihre Auszeichnungen für die besten Leistungen des vergangenen Kinojahres Ende Januar beziehungsweise Anfang Februar auf einer Gala in Helsinki.
Am erfolgreichsten in dieser Kategorie waren die finnischen Regisseure Mikko Niskanen (1963, 1964, 1967, 1968, 1972, 1982) und Aki Kaurismäki (1984, 1991, 1993, 1997, 2003, 2012), die jeweils sechsmal ausgezeichnet wurden.
1977 setzten sich mit Katariina Lahti und Riitta Rautoma (Koregisseurinnen des Films Waldapfel) erstmals Filmemacherinnen durch. Ihnen folgte 1980 und 1981 Pirjo Honkasalo (Koregisseurin der Filme Kainuu 39 und Der Feuerkopf).

## Preisträger

### 1944–1998
| Jahr       | Preisträger                                                | Filmtitel                                        | Deutscher Titel                       |
| ---------- | ---------------------------------------------------------- | ------------------------------------------------ | ------------------------------------- |
| 1944       | Hannu Leminen                                              | Valkoiset ruusut                                 | nicht bekannt                         |
| 1945       | Valentin Vaala                                             | Dynamiittityttö Linnaisten vihreä kamari         | nicht bekannt                         |
| 1946       | Preis nicht vergeben                                       | Preis nicht vergeben                             | Preis nicht vergeben                  |
| 1947       | Valentin Vaala                                             | Loviisa                                          | nicht bekannt                         |
| 1948       | Roland af Hällström                                        | Pikajuna pohjoiseen                              | nicht bekannt                         |
| 1949       | Preis nicht vergeben                                       | Preis nicht vergeben                             | Preis nicht vergeben                  |
| 1950       | Toivo Särkkä                                               | Katupeilin takana                                | nicht bekannt                         |
| 1951       | Matti Kassila                                              | Radio tekee murron                               | nicht bekannt                         |
| 1952       | Valentin Vaala                                             | Omena putoaa                                     | nicht bekannt                         |
| 1953       | Edvin Laine                                                | Niskavuoren Heta                                 | Brot vom eigenen Land                 |
| 1954       | Matti Kassila                                              | Sininen viikko Tyttö kuunsillalta                | nicht bekannt                         |
| 1955       | Matti Kassila                                              | Isän vanha ja uusi Hilmanpäivät                  | nicht bekannt                         |
| 1956       | Edvin Laine                                                | Tuntematon sotilas                               | Der unbekannte Soldat                 |
| 1957       | Matti Kassila                                              | Elokuu                                           | nicht bekannt                         |
| 1958       | Preis nicht vergeben                                       | Preis nicht vergeben                             | Preis nicht vergeben                  |
| 1959       | Jack Witikka                                               | Mies tältä tähdeltä                              | nicht bekannt                         |
| 1960– 1961 | Preis nicht vergeben                                       | Preis nicht vergeben                             | Preis nicht vergeben                  |
| 1962       | Maunu Kurkvaara                                            | Rakas...                                         | Zeit der Liebe                        |
| 1963       | Mikko Niskanen                                             | Pojat                                            | nicht bekannt                         |
| 1964       | Mikko Niskanen                                             | Sissit                                           | nicht bekannt                         |
| 1965       | Preis nicht vergeben                                       | Preis nicht vergeben                             | Preis nicht vergeben                  |
| 1966       | Risto Jarva                                                | Onnenpeli                                        | nicht bekannt                         |
| 1967       | Mikko Niskanen                                             | Käpy selän alla                                  | Tannenzapfen unter dem Rücken         |
| 1968       | Risto Jarva                                                | Työmiehen päiväkirja                             | nicht bekannt                         |
| 1968       | Mikko Niskanen                                             | Lapualaismorsian                                 | Die Braut von Lapua                   |
| 1969       | Edvin Laine                                                | Täällä Pohjantähden alla                         | nicht bekannt                         |
| 1969       | Jörn Donner                                                | Mustaa valkoisella                               | Birgitta – sie war 19                 |
| 1969       | Timo Bergholm                                              | Punahilkka                                       | nicht bekannt                         |
| 1970       | Erkko Kivikoski                                            | Kesyttömät veljekset                             | Die Brüder                            |
| 1971       | Risto Jarva                                                | Bensaa suonissa                                  | Benzin im Blut                        |
| 1972       | Mikko Niskanen                                             | Kahdeksan surmanluotia                           | nicht bekannt                         |
| 1973       | Erkko Kivikoski                                            | Laukaus tehtaalla                                | Schüsse in der Fabrik                 |
| 1973       | Rauni Mollberg                                             | Sotaerakko (Fernsehfilm)                         | Nicht bekannt                         |
| 1973       | Veikko Kerttula                                            | Se tavallinen tarina (Fernsehfilm)               | Nicht bekannt                         |
| 1974       | Rauni Mollberg                                             | Maa on syntinen laulu                            | Die Erde ist unser sündiges Lied      |
| 1975       | Jaakko Pakkasvirta                                         | Jouluksi kotiin                                  | nicht bekannt                         |
| 1975       | Veikko Kerttula                                            | Simpauttaja (Fernsehfilm)                        | nicht bekannt                         |
| 1976       | Preis nicht vergeben                                       | Preis nicht vergeben                             | Preis nicht vergeben                  |
| 1977       | Heikki Partanen Katariina Lahti Riitta Rautoma             | Antti Puuhaara                                   | Waldapfel                             |
| 1978       | Risto Jarva                                                | Jäniksen vuosi                                   | nicht bekannt                         |
| 1978       | Rauni Mollberg                                             | Aika hyvä ihmiseksi                              | nicht bekannt                         |
| 1979       | Timo Linnasalo                                             | Vartioitu kylä                                   | Das bewachte Dorf                     |
| 1980       | Pirjo Honkasalo Pekka Lehto                                | Kainuu 39                                        | nicht bekannt                         |
| 1980       | Markku Lehmuskallio (Auszeichnung an das gesamte Filmteam) | Korpinpolska                                     | Rabentanz                             |
| 1980       | Tapio Suominen (Auszeichnung an das gesamte Filmteam)      | Täältä tullaan elämä!                            | Ich pfeif’ auf eure Hilfe             |
| 1981       | Pirjo Honkasalo Pekka Lehto                                | Tulipää                                          | Der Feuerkopf                         |
| 1981       | Erkko Kivikoski                                            | Yö meren rannalla                                | nicht bekannt                         |
| 1982       | Mikko Niskanen                                             | Ajolähtö                                         | nicht bekannt                         |
| 1983       | Mika Kaurismäki                                            | Arvottomat                                       | Die Wertlosen                         |
| 1984       | Aki Kaurismäki (Debütfilmpreis)                            | Skønheden og udyret                              | Lieber Vater, ich bin sechzehn        |
| 1984       | Heikki Partanen                                            | Pessi ja Illusia                                 | Pessi und Illusia                     |
| 1984       | Tapio Suominen                                             | Musta hurmio (Fernsehfilm)                       | nicht bekannt                         |
| 1985       | Timo Humaloja                                              | Yksinpuhelu (Fernsehfilm) 8. päivä (Fernsehfilm) | nicht bekannt                         |
| 1986       | Matti Ijäs                                                 | Painija (Fernsehfilm)                            | nicht bekannt                         |
| 1986       | Rauni Mollberg                                             | Tuntematon sotilas                               | nicht bekannt                         |
| 1987       | Preis nicht vergeben                                       | Preis nicht vergeben                             | Preis nicht vergeben                  |
| 1988       | Åke Lindman                                                | Den förtollade vägen (Fernsehfilm)               | nicht bekannt                         |
| 1989       | Pekka Parikka                                              | Pohjanmaa                                        | nicht bekannt                         |
| 1990       | Pekka Parikka                                              | Talvisota                                        | nicht bekannt                         |
| 1991       | Aki Kaurismäki                                             | Tulitikkutehtaan tyttö                           | Das Mädchen aus der Streichholzfabrik |
| 1992       | Mika Kaurismäki                                            | Zombie ja kummitusjuna                           | Zombie und die Geisterbahn            |
| 1993       | Aki Kaurismäki                                             | Boheemielämää                                    | Das Leben der Bohème                  |
| 1994       | Veikko Aaltonen                                            | Isä meidän                                       | nicht bekannt                         |
| 1995       | Aleksi Mäkelä                                              | Esa ja Vesa – auringonlaskun ratsastajat         | nicht bekannt                         |
| 1996       | Markku Pölönen                                             | Kivenpyörittäjän kylä                            | Eine Hochzeit in Finnland             |
| 1997       | Aki Kaurismäki                                             | Kauas pilvet karkaavat                           | Wolken ziehen vorüber                 |
| 1998       | Olli Saarela                                               | Lunastus                                         | Die Erlösung                          |

### Preisträger und Nominierungen ab dem Jahr 1999
1999
Markku Pölönen – Kuningasjätkä
Pirjo Honkasalo – Feuerschlucker (Tulennielijä)
Kaisa Rastimo – Eine respektable Komödie (Säädyllinen murhenäytelmä)

### 2000er
2000
Olli Saarela – Ambush 1941 – Spähtrupp in die Hölle (Rukajärven tie)
- Veikko Aaltonen – Rakkaudella, Maire
- Matti Ijäs – Blindentanz (Sokkotanssi)
- Aki Kaurismäki – Juha

2001
Olli Saarela – Bad Luck Love
2002
Jarmo Lampela – Joki – Der Fluss
- Simo Halinen – Fahrradfieber – Cyclomania (Cyclomania)
- Markku Pölönen – Emmauksen tiellä

2003
Aki Kaurismäki – Der Mann ohne Vergangenheit (Mies vailla menneisyyttä)
- Jari Halonen – Aleksis Kiven elämä
- Matti Ijäs – Haaveiden kehä

2004
Jarmo Lampela – Eila
- Aleksi Mäkelän – Pahat pojat
- Johanna Vuoksenmaan – Nousukausi

2005
Markku Pölönen – Koirankynnen leikkaaja
- Aleksi Mäkelä – Vares (Vares – Yksityisetsivä)
- Aleksi Salmenperä – Das Babyprojekt – Producing Adults (Lapsia ja aikuisia – kuinka niitä tehdään?)

2006
Aku Louhimies – Eisiges Land (Paha maa)
- Dome Karukoski – Das Mädchen und der Rapper (Tyttö sinä olet tähti)
- Kari Paljakka – Eläville ja kuolleille

2007
Aku Louhimies – Valkoinen kaupunki
- Jouko Aaltonen – Revolution (Kenen joukoissa seisot)
- Aki Kaurismäki – Lichter der Vorstadt (Laitakaupungin valot)

2008
Petri Kotwica – Musta jää
- Jukka-Pekka Siili – Ganes
- Aleksi Salmenperä – Miehen työ

2009
Dome Karukoski – Die Insel der schwarzen Schmetterlinge (Tummien perhosten koti)
- Kari Juusonen und Michael Hegner – Niko – Ein Rentier hebt ab (Niko – Lentäjän poika)
- Mika Kaurismäki – Kolme viisasta miestä

### 2010er
2010
Klaus Härö – Postia pappi Jaakobille
- Dome Karukoski – Kielletty hedelmä
- Jukka-Pekka Valkeapää – Der Besucher (Muukalainen)

2011
Dome Karukoski – Helden des Polarkreises (Napapiirin sankarit)
- Saara Cantel – Kohtaamisia
- Juho Kuosmanen – Taulukauppiaat

2012
Aki Kaurismäki – Le Havre
- Zaida Bergroth – Hyvä poika
- Taru Mäkelä – Varasto

2013
Maarit Lalli – Kohta 18
- Antti Jokinen – Fegefeuer (Puhdistus)
- Aku Louhimies – Liebe auf Finnisch (Vuosaari)

2014
Pirjo Honkasalo – Betoniyö
- Dome Karukoski – Leijonasydän
- Aku Louhimies – 8-pallo

2015
Jukka-Pekka Valkeapää – He ovat paenneet
- Dome Karukoski – Kaffee mit Milch und Stress (Mielensäpahoittaja)
- Antti Heikki Pesonen – Päin seinää

2016
Aleksi Salmenperä – Häiriötekijä
- Jörn Donner – Armi elää!
- Jalmari Helander – Big Game – Die Jagd beginnt (Big Game)

2017
Juho Kuosmanen – Der glücklichste Tag im Leben des Olli Mäki (Hymyilevä mies)
- Aleksi Salmenperä – Jättiläinen
- Selma Vilhunen – Tyttö nimeltä Varpu

2018
Antti-Jussi Annila – Ikitie
- Aki Kaurismäki – Die andere Seite der Hoffnung (Toivon tuolla puolen)
- Aku Louhimies – Unknown Soldier – Kampf ums Vaterland (Tuntematon sotilas)
- Teemu Nikki – Euthanizer (Armomurhaaja)

2019
Aleksi Salmenperä – Tyhjiö
- Selma Vilhunen – Hölmö nuori sydän
- Tiina Lymi – Ilosia aikoja, Mielensäpahoittaja

### 2020er
2020
Miia Tervo – Aurora
- Jukka-Pekka Valkeapää – Koirat eivät käytä housuja
- Reetta Aalto, Alli Haapasalo, Anna Paavilainen, Kirsikka Saari, Miia Tervo, Elli Toivoniemi, Jenni Toivoniemi – Tottumiskysymys

2021
Zaida Bergroth – Tove
- Hamy Ramezan – Ensilumi
- Jenni Toivoniemi – Seurapeli

2022
Juho Kuosmanen – Abteil Nr. 6 (Hytti nro 6)
- Hannaleena Hauru – Fucking with Nobody
- Khadar Ayderus Ahmed – The Gravedigger’s Wife

2023
Alli Haapasalo – Girls Girls Girls (Tytöt tytöt tytöt)
- Aleksi Salmenperä – Kupla
- Klaus Härö – My Sailor, My Love